# Chartres-i iskola
A középkorban a Chartres-i katedrális létrehozta a Chartres-i iskolát, amely a francia tudományosság fontos központja volt a Párizstól kb. 80–100 km-re fekvő Chartres-ban.

## Történet
Chartres-ban már a 6. században is létezett katedrális iskola, de csak a 11. és 12. században vált híressé.
A 11. század elején (1020 körül) Fulbert püspök alatt Chartes Európa egyik vezető iskolájává vált.  Fulbert püspök ideje alatt Chartres-ba özönlöttek a diákok, hogy itt tanulmányozzák a 7 szabad művészetet, triviumot (grammatika, retorika, dialektika) és a quadriviumot (aritmetika, zene, geometria, asztronómia), az orvostudományt és a teológiát.
Az iskola jelentős tudósokat vonzott, köztük Chartres-i Bernátot, Chartres-i Theodorichot, Conches-i Vilmost és az angol Salisburyi Jánost. 
A legtöbb kolostori és székesegyházi iskolához hasonlóan az iskola tanítása a hagyományos hét szabad művészeten alapult. Az egyes tantárgyakra fektetett hangsúlyt illetően azonban különbségek voltak az iskolák között. A Chartres-i iskola quadriviumra (matematikai művészetek) és a természetfilozófiára  fektetett különös hangsúlyt. 
Az iskola csúcspontja a 12. század első fele volt.  Itt volt a latin platonizmus központja. A teológiát nagyrészt filozófiai öltözékben mutatták be. A hit és a tanulás harmóniájában bízva megpróbálták számszerű spekulációkkal megállapítani Isten létezését, szintetizálni a platóni kozmológiát és a bibliai kinyilatkoztatást, és összehasonlítani a platóni világlelket a Szentlélekkel.
A 12. század végére az iskola már hanyatlóban volt. Fokozatosan háttérbe szorult az újonnan létrejövő Párizsi Egyetem, de különösen a Szent Viktor Apátság iskolája mögött.